# Brandingsstroom

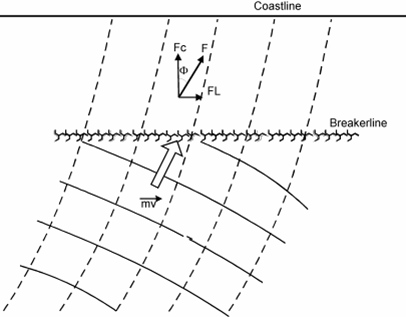
Omzetting van impuls in een kracht evenwijdig en loodrecht op de kust

De brandingsstroom is een stroming langs de kust in de brekerzone die aangedreven wordt door het breken van scheef invallende golven bij een strand.

## Achtergrond
Zeegolven transporteren zowel energie als impuls naar de kust. Omdat impuls niet kan verdwijnen, maar alleen omgezet kan worden in een kracht ontstaat er door het breken van golven nabij de kust een kracht op het water. Deze kracht, de golfspanning (radiation stress), heeft een component loodrecht op de kust en een component evenwijdig aan de kust. De component evenwijdig aan de kust drijft de brandingsstroom aan. De component loodrecht op de kust geeft golfopzet.

## Evenwicht met weerstand
Door de golfspanning wordt het water langs de kust versneld en gaat steeds sneller stromen. Maar door de stroming ontstaat ook een weerstandskracht die de bodem op het water uitoefent. Op het moment als de weerstandskracht gelijk is aan de aandrijvende kracht versnelt het water niet meer en ontstaat een constante stroomsnelheid. Dit is vaak al na een tiental meters het geval. Door gelijkstelling van de formules voor de weerstand en de aandrijvende kracht kan de stroomsnelheid worden berekend. Uitwerking van de wiskunde van de golfspanning en oplossen van de genoemde gelijkstelling leidt tot:
{\displaystyle v(x)={\frac {5}{16}}\pi {\frac {H_{b}}{c_{f}}}g{\frac {\sin {\phi _{0}}h}{c_{0}}}{\frac {h}{h_{b}}}\tan \alpha }
waarin:
v(x) is de brandingsstroomsnelheid op locatie x
Hb is de hoogte van de golf op de brekerlijn
cf en c0 is de snelheid van de golf op punt x en op diep water
φ is de hoek van inval van de golven op diep water
h is de waterdiepte op punt x
hb is de waterdiepte op de brekerlijn
α is de strandhelling
Dus voor de maximale snelheid h = hb en cf = cb

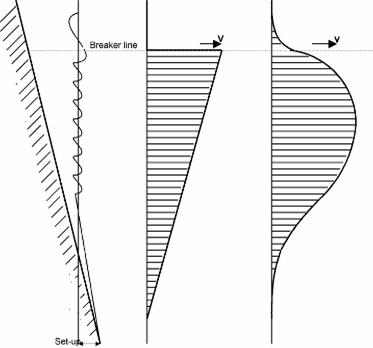
Verdeling van de brandingsstroom langs de kust

## Verdeling van de snelheid
Als een eenvoudig lineair rekenmodel gebruikt wordt en regelmatige golven vindt men op de brekerlijn de maximale brandingsstroomsnelheid die lineair afneemt naar de waterlijn, waar de snelheid nul is. Bij modellen die rekening houden met het onregelmatige karakter van golven ligt de maximale snelheid net iets landwaarts van de brekerlijn. In de figuur is links het kustprofiel aangegeven, met daarin de brekende golven. De golven breken op de brekerlijn. De middelste figuur is de snelheidsverdeling met regelmatige golven, de rechter figuur de werkelijke verdeling met onregelmatige golven.

## Effect van de brandingsstroom
De orbitaalbeweging van golven zorgt ervoor dat het zand in de brekerzone wordt opgewoeld. De brandingsstroom transporteert dit opgewoelde zand vervolgens langs de kust. Door het opwoelen door golven transporteert een brandingsstroom veel meer zand dan een stroming in een rivier met dezelfde snelheid. Langs sommige kusten kan dit oplopen tot een miljoen m3 per jaar. Een oude, maar heel leerzame video over dit onderwerp is gemaakt door Encyclopedia Brittancia en te zien via YouTube.

## Variaties in langstransport
De brandingsstroom hangt af van de hoek van inval van de golven. Dit betekent dus dat als de richting van de kust veranderd, de hoek van inval veranderd en dus ook het langstransport van zand. Als de hoek van inval groter wordt door een richtingsverandering van de kust neemt het zandtransport toe. Dit betekent dus dat op die plek erosie zal optreden.

## Effect van strandhoofden
Strandhoofden zijn barrières loodrecht op de kust en blokkeren dus de brandingsstroom. Hierdoor blokkeren ze dus ook het langstransport van zand door de brandingsstroom. Hierdoor kan het zandtransport door de brandingsstroom verminderd worden. Men kan zo bijvoorbeeld de erosie door een verdraaiing van de kust tegengaan

## Verschil brandingsstroom en getijstroom
De brandingsstroom wordt intern aangedreven door de golfspanning. Als deze ophoudt  bijv. bij een strandhoofd, dan valt ook de stroming stil. Hierdoor is er weinig stroming rond de kop van een strandhoofd. Een getijstroom wordt (lokaal bezien) extern aangedreven  door het verhang van het getij. Dat verhang bestaat ook voor en achter het strandhoofd,  waardoor het water om de kop van het strandhoofd heen wil stromen. Bij getijstroom is er dus wel een sterke stroming rond de kop van het strandhoofd,  dat in die gevallen dus extra beschermd moet worden door een bestorting.

## Sedimenttransport door de brandingsstroom
De brandingsstroom transporteert zand langs de kust. Dit transport treedt dus vooral op net binnen de brekerlijn. De hoeveelheid zand die door de brandingsstroom getransporteerd wordt is veel groter dan de transportcapaciteit van rivierstroming met dezelfde snelheid. Dit komt omdat het "oppikmechanisme" van zand in een brandingsstroom anders is dan in een normale stroming. Bij normale rivierstroming wordt het zand in beweging gebracht door de bodemschuifspanning tussen water en bodem. Deze schuifspanning is een functie van de watersnelheid nabij de bodem. 
Bij een brandingsstroom is die schuifspanning veel groter. Dat komt omdat er onder de golven ook een snelheid is, de orbitaalsnelheid. De orbitaalsnelheid van golven aan de bodem is min-of-meer symmetrisch, en geeft dus geen resulterende snelheid, maar wel schuifspanning. De combinatie van brandingsstroom en orbitaalsnelheid geeft dus extra schuifspanning, en daardoor een vergroot oppikvermogen van de stroom voor sediment. En dus kan eenzelfde stroomsnelheid door de invloed van golven veel meer sediment transporteren.

Dit kan men zich ook voorstellen door een stoffige gang met een weinig tocht. De windsnelheid is zo laag dat het stof op de vloer blijft liggen. Als er nu iemand langs komt die wild met een bezem het stof heen-en-weer gaat bezemen, en het dus opdwarrelt, dan kan de weinige tocht het stof wel meenemen en de gang uit blazen.

## Berekenen van zandtransport door de brandingsstroom
Er zijn twee methoden om het zandtransport te berekenen, met een overall formule (input informatie van golven en sediment, output het totale transport langs de kust) en met een puntberekening (dan wordt op ieder punt dwars op de kust berekend wat daar de brandingsstroomsnelheid is, de golfhoogte, etc. en vervolgens wordt met een sedimenttransportformule het lokale transport uitgerekend; Door dit voor alle punten in het profiel te doen en vervolgens te integreren krijgt met het totale transport. De tweede methode is alleen uitvoerbaar met een computer in een numeriek model). 
Voor de eerste methode werd traditioneel de formule van CERC (de onderzoeksafdeling van het US Corps of Engineers) gebruikt. Door Kamphuis (1991) werd later een verbeterde versie hiervan gepresenteerd, en uit calibratie met veel meetgegevens bleek dat dit de meeste betrouwbare formule is:
{\displaystyle Q_{l}={\frac {1}{\Delta (1-p)}}{\frac {H_{b}^{3}}{T}}\cdot 1,3\cdot 10^{-3}\left({\frac {H_{b}}{L_{0}}}\right)^{-1,25}m_{b}^{0,75}\left({\frac {H_{b}}{D_{50}}}\right)^{0,25}\sin ^{0,6}(2\alpha _{b})}
waarin:
Ql transport in m3/s
Δ relatieve sedimentdichtheid (= 1.65)
p de porositeit van het sediment
Hb de golfhoogte bij breken
L0 de diepwater golflengte
m is de strandhelling
D50 de sedimentdiameter
αb de hoek van inval van de golven op de brekerlijn.
Het zandtransport langs de meeste kusten is in de orde van 100.000 tot 1.000.000 m3 per jaar. Het is vrijwel niet mogelijk om één representatieve golfhoogte (en periode en richting) voor een kustvak vast te stellen. Daarom moet een berekening in onderdelen gedaan worden. Het golfklimaat wordt opgedeeld in losse elementen, ieder met een eigen duur. Voor ieder element wordt dan het transport berekend en vermenigvuldigd met de duur van die conditie. Meestal is er zowel een transport van links naar rechts als omgekeerd. Het totale, netto transport is het verschil van die twee transporten. Maar als bijvoorbeeld de aanzanding in een toegangsgeul berekend moet worden moet niet naar het netto, maar naar het bruto transport gekeken worden (dus beide transporten optellen).

## Aanzanding en erosie

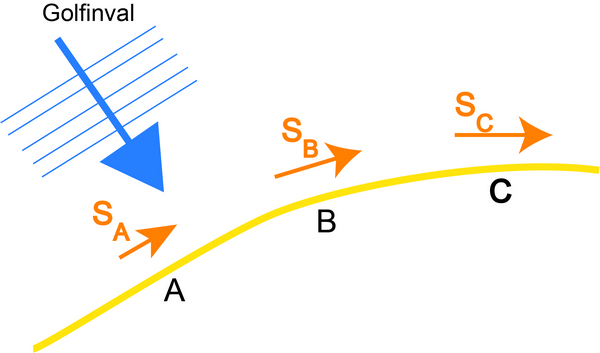
Variatie van langstransport bij een kromme kustlijn

Als een kust gekromd is, is de hoek van inval van de golven langs een kust niet constant, en dus ook het zandtransport langs de kust niet constant. In bijgaande figuur vallen de golven bij A bijna loodrecht in, en is er dus een klein transport. Bij C vallen de golven onder een grote hoek in, er is dus een groot transport. In het kustvak A-B verdwijnt dus SB−SA m3/s aan zand. Als de lengte van dit kustvak x m is (en we nemen aan dat de erosie in dit vak gelijkmatig verdeeld is) dan heeft dit kustvak dus een erosie van (SB−SA)/x m2/s. Stel dat de actieve hoogte van het profiel h m is, dan is de kustachteruitgang in dit stuk dus (SB−SA)/hx m/s (overigens zal deze achteruitgang meestal in m/jaar uitgedrukt worden).

## Oplooptransport
In de golftong wordt ook wat zand het strand opgevoerd, bij scheef invallende golven gaat dat ook scheef. De terugloop van het water gaat meestal loodrecht, zodat zand in de oploopzone een soort zaagtandbeweging uitgevoerd. Dit geeft een netto transport over het strand (in Engels "swash transport"). Dit oplooptransport is slechts een fractie van het brandingsstroomtransport en kan vrijwel altijd verwaarloosd worden. Helaas wordt in nogal wat (vooral geomorfologisch georiënteerde) websites dit oplooptransport beschreven als het dominante zandtransport langs de kust.